# 戲獅甲
戲獅甲，是臺灣高雄市前鎮區的一個傳統地域名稱，位於該區西北部。相較於今日行政區，其範圍大致包括竹中里西部邊界地帶、復國里不含東北部、忠孝里不含西北端、興東里不含東部中央大部分地區及東南端、興中里、盛豐里不含東半葉的北部邊界地帶、盛興里南南東方向的半部、竹南里西端、民權里不含東部的南側大部分、西山里、良和里不含東南端、西甲里不含西北端、興邦里西北部、建隆里、忠誠里、忠純里、振興里不含西北部、鎮北里不含南部。
本地區境內主要聚落為戲獅甲、大林尾，設有高雄市立成功特殊教育學校、獅甲國中、愛群國小、復興國小、獅甲國小。

## 歷史
台灣日治初期，戲獅甲地區為一街庄，稱為「戲獅甲庄」（舊制街庄），隸屬於大竹里。該庄昔日北與過田仔庄為鄰，東北與林德官庄為鄰，東與籬仔內庄為鄰，南邊為前鎮庄，西邊臨打狗灣。
1901年（日治明治三十四年）11月11日，全台廢縣廳改設二十廳，該庄隸屬於鳳山廳。1904年（明治三十七年）5月3日，該庄編入「苓雅藔區」，隸屬於鳳山廳。1909年（明治四十二年）10月25日，全台合併二十廳為十二廳，苓雅藔區改隸屬於臺南廳。1920年（大正九年）10月1日，全台地方制度大改正，廢十二廳改設五州二廳，該庄改制為「戲獅甲」大字，隸屬於高雄州高雄郡高雄街（新制街庄）。1924年（大正十三年）12月25日，高雄郡廢郡，高雄街升格為州轄高雄市。
戰後高雄市改制為省轄高雄市，大字亦改制為里。1946年（民國35年），高雄市劃分為10個區，本地區隸屬於前鎮區。1979年（民國68年）7月1日，高雄市升格為院轄高雄市。2010年（民國99年）12月25日，高雄縣、市合併為現今院轄高雄市。

## 聚落
本地區發展較早的聚落為戲獅甲、大林尾，在日治初期的官方地圖上已有記載。

## 交通
高雄捷運紅線是高雄捷運系統的南北向路線，經過本地區戲獅甲、大林尾聚落，並設有獅甲站。由此可前往高雄捷運沿線各站。
高雄環狀輕軌是高雄捷運系統的環狀輕軌路線（尚未全線通車），經過本地區中西部，並設有夢時代站、經貿園區站、軟體園區站。由此等可前往環狀輕軌沿線各站。
省道台17線又稱「西部濱海公路」，是甲南至水底寮的幹道，經過本地區戲獅甲、大林尾聚落。由該道路北行可前往苓雅區、前金區/新興區交界地帶、前金區、三民區、鼓山區、左營區等地；南行可前往前鎮區前鎮市區、鳳山區西南端、前鎮區東南部、小港區、林園區等地。

## 學校
- 高雄市立成功特殊教育學校
- 獅甲國中
- 愛群國小
- 復興國小
- 獅甲國小
- 民權國小（小部分）

## 公務機關
- 高雄市政府警察局前鎮分局復興路派出所
- 高雄市政府消防局第二大隊成功消防分隊